# 纳尔逊·土井
纳尔逊·清·土井（英語：Nelson Kiyoshi Doi，1922年1月1日—2015年5月16日）为美国夏威夷州民主党籍政治人物，于1974年至1978年间担任夏威夷州副州长。